# Brentonico
Brentonico (Duits: Frenten) is een gemeente in de Italiaanse provincie Trente (regio Trentino-Zuid-Tirol) en telt 3770 inwoners (31-12-2004). De oppervlakte bedraagt 62,6 km², de bevolkingsdichtheid is 60 inwoners per km².
De volgende frazioni maken deel uit van de gemeente: Fontechel, Crosano, Cazzano, Castione, Corné, Prada, Sorne, S.Giacomo, S.Valentino, Polsa.

## Demografie
Brentonico telt ongeveer 1520 huishoudens. Het aantal inwoners steeg in de periode 1991-2001 met 11,2% volgens cijfers uit de tienjaarlijkse volkstellingen van ISTAT.
| Jaar | Inwoneraantal |
| ---- | ------------- |
| 1991 | 3254          |
| 2001 | 3620          |

## Geografie
De gemeente ligt op ongeveer 698 m boven zeeniveau.
Brentonico grenst aan de volgende gemeenten: Mori, Nago-Torbole, Malcesine (VR), Ala, Avio.

## Externe link

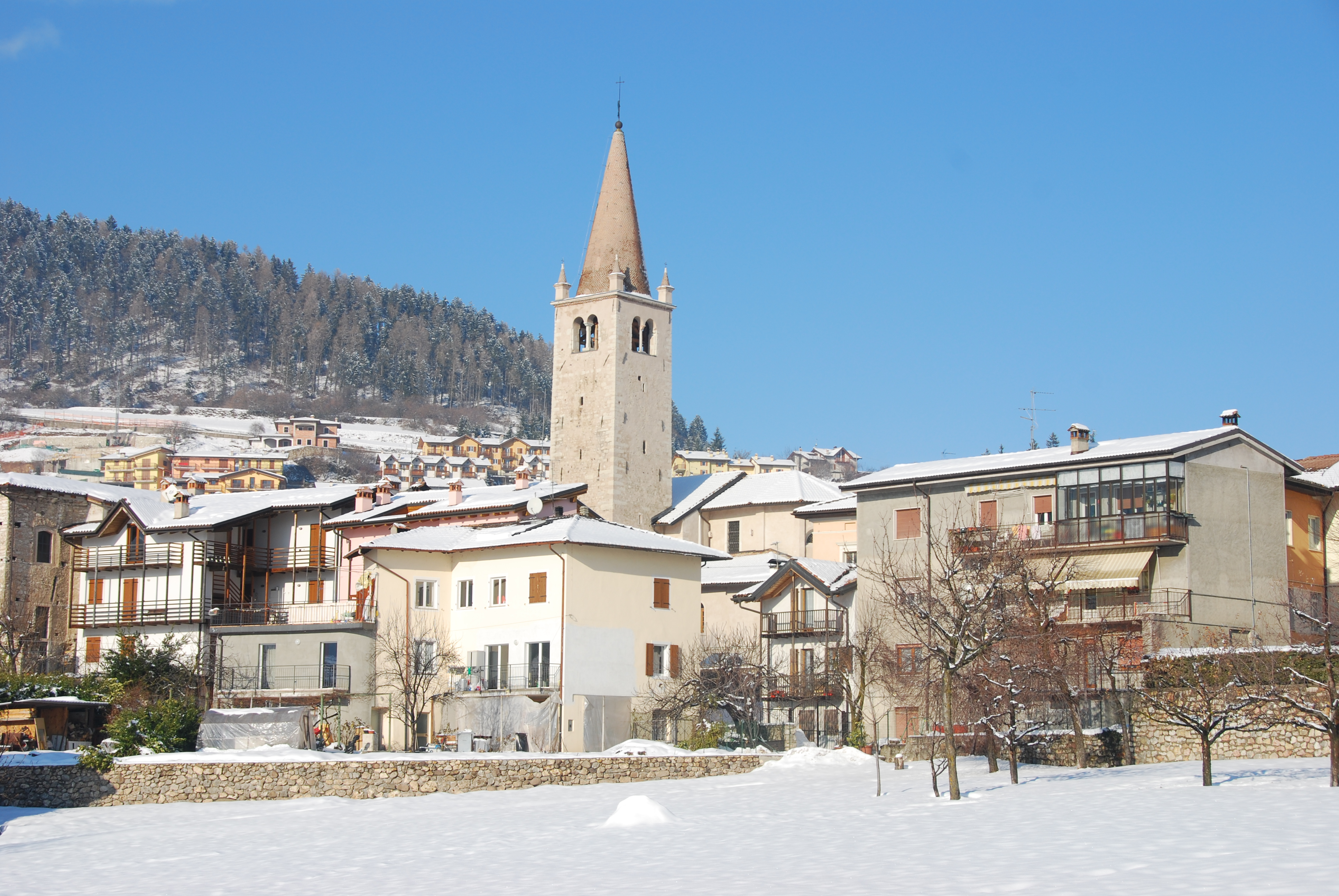
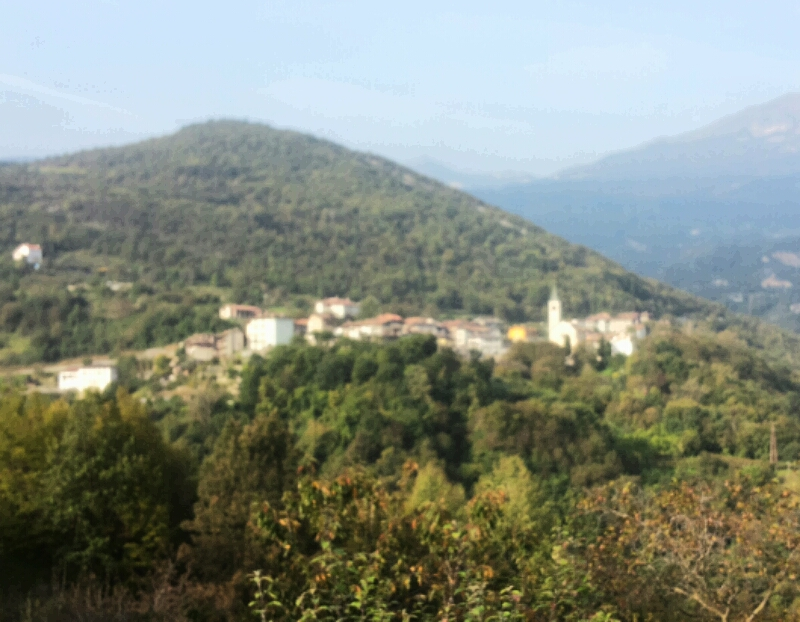
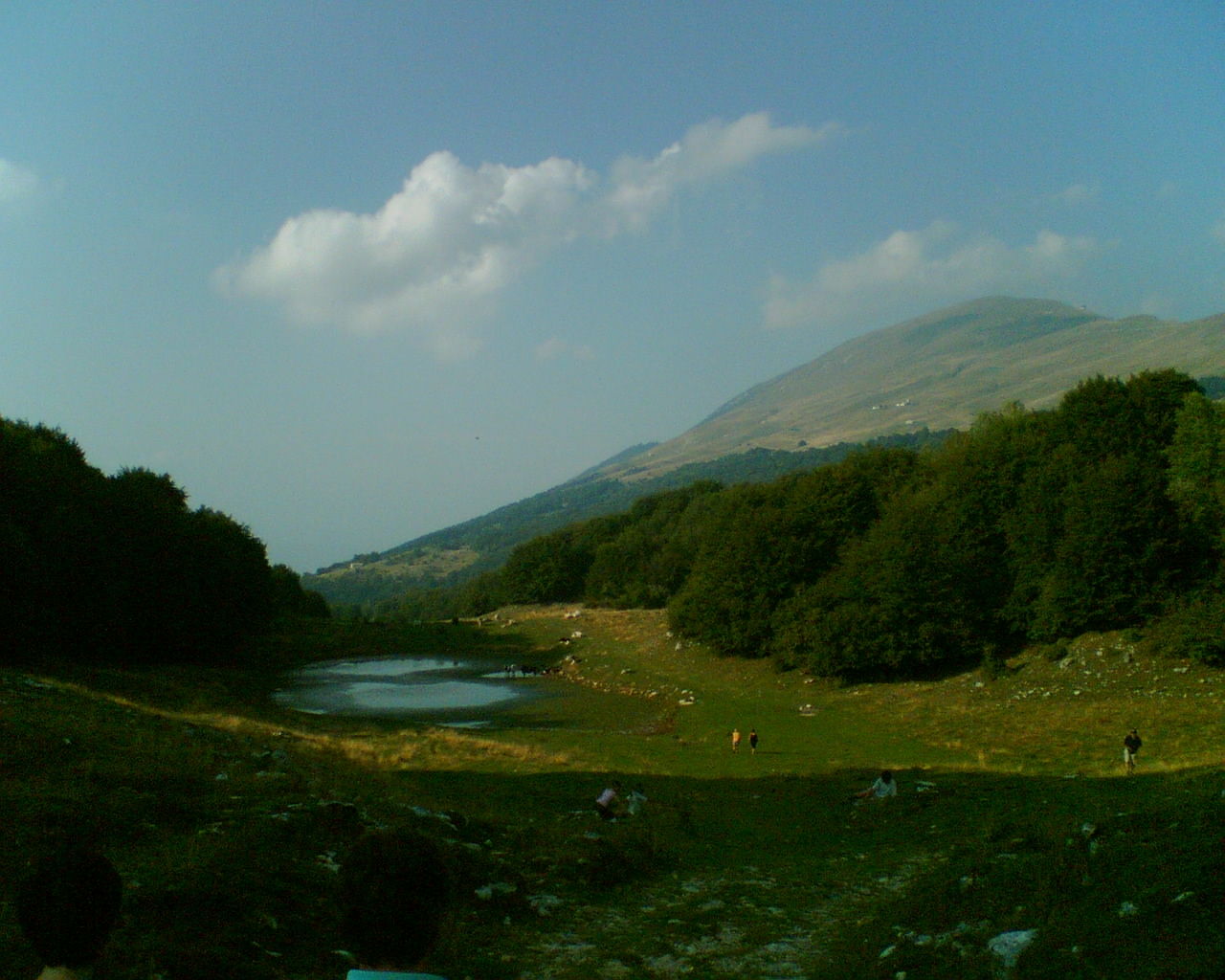